# 1984 (رواية)
ألف وتسعمائة وأربعة وثمانين، أو 1984، الإنجليزية: Nineteen Eighty-Four روايةٌ ديستوبيةٌ من تأليف جورج أورويل نشرت سنة 1949.
تقع أحداث الرواية في «إيرستريب 1» (بريطانيا العظمى سابقًا) -وهي مقاطعة من دولةٍ عظمى تدعى «أوشينيا»- في عالمٍ لا تهدأ فيه الحرب، والرقابة الحكومية، والتلاعب بالجماهير. ترزح تلك المقاطعة تحت نير نظامٍ سياسيٍّ يدعو نفسه «زورًا» بالاشتراكية الإنجليزية (حسب «نيوسبيك» اللغة الجديدة التي ابتكرتها الحكومة)، وتملك زمام هذا النظام نخبة أعضاء الحزب الداخلي الذين يلاحقون الفردية والتفكير الحر بوصفها جرائم فكر.
يُجسَّد الأخ الكبير طغيان النظام، وهو قائد يحكم كزعيم لايأتيه الحق من بين يديه ولا من خلفه، وإن كان ثمة احتمالٌ أنه لا وجود له. يسعى الحزب للسلطة لا لشيءٍ سوى لذاتها، لا لمصلحة الآخرين. أما بطل الرواية وينستون سميث فهو عضوٌ في الحزب الخارجي وموظفٌ في وزارة الحقيقة المسؤولة عن الدعاية ومراجعة التاريخ؛ وعمله هو إعادة كتابة المقالات القديمة وتغيير الحقائق التاريخية بحيث تتفق مع ما يعلنه الحزب على الدوام. يتلقى الموظفون في وزارة الحقيقة تعليماتٍ تحدد التصحيحات المطلوبة، وتصفها بالتعديلات عوضًا عن التزييفات والأكاذيب. كما يعكف جزء كبير من الوزارة على تدمير المستندات الأصلية التي لاتتضمن تلك التعديلات. وبذلك يذهب الدليل على كذب الحكومة أدراج الرياح. يجتهد وينستون في عمله ويؤديه على أكمل وجه، مع أنه يبغض الحزب سرًا ويحلم بإضرام ثورة على الأخ الكبير.
تعد "1984" كعملٍ خياليٍّ سياسيٍّ وخيالٍ علميٍّ ديستوبيٍّ (منذر بنهاية العالم) روايةً كلاسيكيةً من حيث الحبكة والأسلوب، وقد دخلت مصطلحاتها إلى الاستخدام الشائع منذ نشرها، ومنها: «الأخ الكبير»، و«التفكير المزدوج»، و«جريمة فكر»، و«الغرفة 101»، و«شاشة العرض»، و"2 + 2 = 5"، و«بئر الذكريات»، بل وانتشرت صفة «أورويليّ» (نسبةً إلى المؤلف أورويل) لتعني الخداع الحكومي، والمراقبة السرية، وتلاعب الدولة الشمولية السلطوية بالتاريخ الموثق. اختارت مجلة تايم الرواية عام 2005 ضمن أفضل مئة روايةٍ كتبت باللغة الإنجليزية بين سنتي 1923 و2005. ووصلت إلى قائمتي دار نشر "Modern Library" لأفضل مئة روايةٍ متربعةً في المركز الثالثَ عشرَ على قائمة المحرر، والمركز السادس في قائمة القراء. وعام 2003 وصلت إلى المركز الثامن في استفتاءٍ أجرته هيئة الإذاعة البريطانية.
«ألف وتسعمئة وأربعة وثمانون» هي هجاءٌ سياسيٌّ كلاسيكيٌّ وخيالٌ علميٌّ بائس. منذ نشره عام 1949 جرى استخدام العديد من مصطلحاته ومفاهيمه بشكلٍ شائعٍ في اللغة الإنجليزية، مثل Big Brother ،Double Mind ،Criminal Mind ،Newspeak ،Room 101 ،2 + 2 = 5، Forgetfulness. «ألف وتسعمئة وأربعة وثمانون» أشاعت صفة «أورويل» والتي تستخدم لوصف الديكتاتورية أو الديكتاتورية للخداع الرسمي والمراقبة السرية وتعديل التاريخ. عام 2005 صنفت الرواية كواحدةٍ من أفضل مئة روايةٍ إنجليزيةٍ ما بين عامي 1923 و2005 من قبل مجلة تايم، كما جرى إدراجها ضمن أفضل مئة روايةٍ إنجليزيةٍ في القرن العشرين سنة 1998 (في تصويت القراء: المرتبة السادسة، وفي تصويت التحرير: المرتبة الثالثة عشر). عام 2003 حاز فيلم "Nineteen Four and Eighty" على المركز الثامن في حملة التصويت على الكتب. جرى تكييفه أيضًا في الأفلام وتم إصداره في عامي 1956 و1984.

## التاريخ والعنوان
لخص جورج أورويل (03-1949) الفرضية التي تكمن خلف روايته القاسية في عام 1944، واستلهمها من تبعات تقسيم العالم إلى مناطقِ نفوذٍ بحسب نتائج مؤتمر طهران، ثم شرع في كتابتها بعد ثلاث سنوات على جزيرة جورا الاسكتلندية بين سنتي 1947 و1948 رغم معاناته المريرة مع السل. وفي 4 ديسمبر 1948 أرسل المخطوطة النهائية إلى دار النشر وصدرت الرواية في 8 يونيو 1949. وقد ترجمت إلى خمسٍ وستين لغةً بحلول عام 1989 متجاوزةً أيَّ روايةٍ إنجليزيةٍ أخرى في ذلك الحين. كثيرًا ما يستخدم عنوان الرواية وموضوعاتها واللغة الجديدة ولقب الكاتب، تستخدم جميعًا لمناهضة تسلط الدولة، بينما تصف كلمة «أورويلي» الدولة الشمولية التي تسخّرُ الحشود، أما «اللغة الجديدة» التي ابتكرها أورويل فهي تسْخر من نفاق الحكومة، وتشرف وزارة الحب على التعذيب وغسل الأدمغة، ووزارة الوفرة على نقص الموارد وترشيد الاستهلاك، ووزارة السلام عن الحرب وويلاتها، وأخيرًا تشرف وزارة الحقيقة على الدعاية ومراجعة التاريخ.
كان اسم الرواية في البداية «الرجل الأخير في أوروبا»، ولكن أورويل ذكر في خطابه إلى الناشر فريدريك واربيرغ بتاريخ 22 أكتوبر 1948 -أي قبل ثمانية أشهرٍ من صدور الرواية- أنه حائرٌ بين هذا العنوان وعنوان "1984"، فاقترح عليه واربيرغ أن يختار الثاني لأنه سيحقق رواجًا تجاريًا.
ذهب أنتوني برجس في روايته 1985 أن أورويل كان قد شعر بالإحباط لنشوب الحرب الباردة (1945-1991) وأراد أن يسمي تحفته الفنية 1948. ولكن مقدمة دار نشر بنغوين تذكر أن أحداث الرواية كانت في البداية في 1980، ثم عدلها الكاتب إلى "1982" وبعد ذلك إلى "1984". ولعله قصد من العنوان أن يكون قلبًا لتاريخ التدوين (1948). تعرضت "1984" منذ صدورها أول مرةٍ للمنع أو للملاحقة القضائية بحجة أنها عملٌ هدامٌ أو ذو إيديولوجيةٍ تخريبية، مثلها في ذلك مثل روايات مثل: عالم جديد شجاع لألدوس هكسلي (1932) وفهرنهايت 451 لراي برادبوري (1951).
توصل أورويل إلى فكرة هذا الكتاب لأول مرة في عام 1937 عندما كان يقاتل ضد جيش فرانكو الوطني مع حزب العمال الماركسي المتحد في الحرب الأهلية الإسبانية، لكنه وجد أن هناك شيئًا آخر في هذا الشكل من الشمولية - القوى الشيوعية الموالية لستالين في إسبانيا، والتي صورت حزب الشعب الباكستاني باعتباره خائنًا مواليًا لتروتسكي [12]. قدمت هذه التجربة مصدر إلهامٍ لرواية أورويل، وكتب معظم الرواية في جزيرة جورا في اسكتلندا بعد ثلاث سنوات. وعلى الرغم من أن حالته الصحية بفعل مرض السل كانت خطيرةً ذلك الوقت فقد استمرت الكتابة حتى عام 1948. كان أكمل مخطط الرواية بأكملها عام 1947، لكنه أعرب عن عدم رضاه عنها، واعتقد أنه "ربما يتعين عليه إعادة كتابة ثلثي الرواية [15]". في الرابع من ديسمبر عام 1948 أرسل المخطوطة النهائية إلى Seeker and Warburg Publishing والتي نُشرت رسميًا في 8 يونيو 1949. نصت المذكرة الداخلية للناشر على ما يلي: "إذا (هذه الرواية) لم نتمكن من بيع 150.000 إلى مئتي ألف نسخة بحلول عام 1989، تمت ترجمتها إلى 65 لغةً أي أكثر من أي روايةٍ إنجليزيةٍ في ذلك الوقت. غالبًا ما يُذكر عنوان الرواية وموضوعها ومحتوى القصة الإخبارية ولقب المؤلف في معارضة سيطرة الدولة وتدخلها، في حين تُستخدم صفة "أورويل" لوصف ديستوبيا شمولي ما يميزه أن الحكومة تقمع الشعب وتسيطر عليه. تستخدم اللغة التي اخترعها Orwell-Newspeak للتهكم على النفاق والتهرب من البلاد: وزارة الإنسانية مسؤولة عن التعذيب وغسيل الأدمغة؛ وزارة الثروة مسؤولة عن توزيع الإمدادات والسيطرة عليها؛ وزارة السلام مسؤولة عن الحرب والفظائع؛ وزارة الحقيقة مسؤولة عن الدعاية ومراجعة التاريخ. أطلق أورويل في الأصل على الرواية اسم «الرجل الأخير في أوروبا»، لكنه كتب إلى ناشره فريدريك واربورغ في 22 أكتوبر 1948 (قبل النشر بثمانية أشهر) في رسالة أنه تردد بين «الرجل الأخير في أوروبا» و«ألف وتسعمئة وأربعة وثمانون»، فاقترح واربورغ تغيير العنوان الرئيسي إلى عنوان أكثر فعالية من حيث التكلفة.
في رواية أنتوني بورغيس «تسعة وثمانون وخمسة وثمانون»، يعتقد أن أورويل أصيب بخيبة أمل من بداية الحرب الباردة (1945-1991)، وأنه ينوي تسمية هذا الكتاب "1948". أشارت النسخة الكلاسيكية الحديثة "Nineteen Eighty Four" التي نشرتها مجموعة Penguin Publishing Group في مقدمتها إلى أن أورويل حدد في البداية عام روايته بـ1980، لكنه غيرها لاحقًا إلى 1982 ثم إلى 1984. قد يكون العنوان الأخير هو انعكاس العام (1948) عندما كان يكتب. عبر تاريخها جرى الطعن في "1984" أو حظرها قانونيًا في بعض البلدان بسبب مخاوف من أن هذه الرواية سوف تحرض على تخريب البلاد أو تؤدي إلى الفساد الأيديولوجي، تمامًا مثل كتاب «جميل» لألدوس هكسلي «العالم الجديد» (1932)، و«نحن» (1924) بواسطة يفغيني إيفانوفيتش زامياتين، كارين بوير «كاراكيش» (1940)، راي فيلم برادبري «فهرنهايت 451» (1951). يعتقد النقاد أن الرواية الروسية البائسة «نحن» كان لها تأثير قوي على «ألف وتسعمئة وأربعة وثمانون».

## معلومات أساسية
تقع أحداث 1984 في أوشينيا، إحدى الدول الثلاث العظمى التي اقتسمت العالم بعد حرب عالمية طاحنة. ويدور معظم الحبكة في لندن، عاصمة مقاطعة إيرستريب 1 الذي كانت تسمى إنجلترا أو بريطانيا. وتغص المدينة بملصقات لرئيس الحزب مكتوب عليها «الأخ الأكبر يراقبك»، في حين تراقب شاشات العرض الحياة العامة والخاصة للسكان. وينقسم الشعب في أوشينيا إلى ثلاث طبقات:
- (1) الطبقة العليا، أو الحزب الداخلي، وهي الأقلية الحاكمة، وتشمل 2% من السكان.
- (2) الطبقة الوسطى، أو الحزب الخارجي، وتشمل 13% من السكان.
- (3) الطبقة الدنيا، أو البروليتاريا، وتشمل 85% من السكان، وهي الطبقة الأمية الكادحة.

يحكم الحزب الحاكم قبضته على الجمهور عن طريق أربع وزارات:
- وزارة السلام، وتعني بأمور الحرب والدفاع.
- وزارة الوفرة، وتعني بالشؤون الاقتصادية (تقليص الحصص الغذائية).
- وزارة الحب، وتعني بحفظ القانون والنظام (التعذيب وغسيل الأدمغة).
- وزارة الحقيقة، وتعني بالأخبار والترفيه والتعليم والفن (الدعاية).

وينستون سميث بطل الرواية عضو في الحزب الخارجي، ويعمل في قسم الوثائق بوزارة الحقيقة كمحرر يتولى مراجعة الحقائق التاريخية ليتأكد من توافق الماضي مع موقف الحزب الذي يتغير باستمرار، كما يتولى محو أي إشارة إلى اللاأشخاص، وهم أولئك الذين «تبخروا»، أي من لم تكتف السلطة بقتلهم وإنما أنكرت وجودهم أصلا سواء في التاريخ أم في الذاكرة.
تبدأ قصة وينستون سميث في 4 أبريل 1984 «في يوم مشرق بارد من أيام أبريل عندما دقت الساعة الثالثة عشرة» على أنه غير متيقن من التاريخ الحقيقي بسبب ما يفعله النظام من تلاعب بالتاريخ وإعادة كتابته، وقد اكتشف من خلال ذاكرته وقراءته للكتاب المحظور «النخبوية الجماعية بين النظرية والتطبيق» حقيقة ما حدث بعد الحرب العالمية الثانية؛ حيث وقعت المملكة المتحدة في براثن الحرب الأهلية إلى أن ابتلعتها أوشينيا، خليفة الولايات المتحدة والإمبراطورية البريطانية، وفي الآن نفسه غزا الاتحاد السوفيتي أوروبا وأسس الدولة العظمى الثانية: أوراسيا. أما إيستاسيا، الدولة العظمى الثالثة، فتضم شرق آسيا وجنوبي شرقها. وقد اندلعت حرب ضروس بين الدول الثلاث لاحتلال باقي العالم، مكونة تحالفات وناقضة أخرى باستمرار. يذكر وينستون أنه قد شهد في طفولته (1949-1953) نشوب الحروب النووية في أوروبا وغربي روسيا وشمال أمريكا، وإن كان لا يذكر بوضوح ما الذي حدث أولا: انتصار الحزب في الحرب، أو ضم الولايات المتحدة للأمبراطورية البريطانية، أو الحرب التي قصفت فيها كولشيستر. ولكنه يرجح أن القصف بالقنابل الذرية قد حدث أولا، ثم الحرب الأهلية التي شهدت «اضطرابات في شوارع لندن نفسها»، وتلتها إعادة هيكلة المجتمع التي أطلق عليها الحزب فيما بعد اسم «الثورة».

## أحداث الرواية

مجتمع أوشينيا، الأخ الكبير على القمة والحزب في المنتصف والعامة في الأسفل

يعيش وينستون سميث في مقاطعة إيرستريب 1، على أنقاض إنجلترا التي قوضت الحرب والنزاع المسلح والثورة أركانها، وهو عضو في الحزب الخارجي، ويقطن في شقة من غرفة واحدة دون أي طعام سوى خبز القمح والوجبات الصناعية والنبيذ. تنتشر شاشات العرض في كل مبنى، إلى جانب ميكروفونات وكاميرات خفية، والتي تمكن شرطة الفكر من تحديد أي مصدر خطر على النظام، في حين يتعلم الأطفال الإبلاغ عمن يشتبهون في كونه مجرم فكر، ولا سيما آبائهم!
يعمل وينستون في وزارة الحقيقة كمحرر مسؤول عن مراجعة التاريخ؛ فهو يعيد كتابة الوثائق ويغير الصور بحيث تتفق مع ما يعلن الحزب أنه الحقيقة، ويمحو الأفراد المغضوب عليهم أو «اللا أشخاص»، كما يعدم الوثائق الأصلية في «ثقوب ذاكرة» مخصصة لذلك. يدهش وينستون لمعرفة الماضي الحقيقي ويحاول معرفة المزيد عنه، وفي غفلة من شاشة العرض بشقته، يشرع في كتابة مذكراته وانتقاد الحزب وزعيمه المعبود الأخ الكبير، وهي جريمة عقوبتها الوحيدة، إذا اكتشفتها شرطة الفكر، هي الإعدام.
وفي الوزارة، تعمل جوليا، شابة مختصة بصيانة آلات كتابة الروايات التي يمقتها وينستون. ثم تدس جوليا في يد وينستون ورقة تعترف فيها بحبها له، ويكتشف أنها تبغض الحزب مثله تمامًا، فيهيمان ببعضهما حبًا ويلتقيان في الريف ثم في غرفة مؤجرة فوق متجر للتحف في إحدى أحياء لندن الفقيرة، وفي تلك الغرفة يشعران بالأمان لعدم وجود شاشة عرض.
يقترب وينستون من أوبراين، عضو الحزب الداخلي، الذي يشعر أنه عميل للأخوية، وهي منظمة سرية تعتزم القضاء على الحزب. وبعد مناقشة بينهما، يعطيه أوبراين كتاب «الجماعية النخبوية بين النظرية والتطبيق» من تأليف إيمانويل غولدشتاين، قائد الأخوية المكروه شعبيًا. يشرح الكتاب مفهوم الحرب الدائمة، والمعنى الحقيقي لشعارات الحزب: الحرب هي السلام، والحرية هي العبودية، والجهل هو القوة ويشرح أيضا كيف يمكن الإطاحة بالحزب برفع الوعي السياسي للدهماء.
تعتقل شرطة الفكر كل من وينستون وجوليا وتحتجزهما في وزارة الحب للتحقيق. ويتضح أن مالك المتجر الذي أجر الغرفة لهما هو أحد عناصر شرطة الفكر، بل وإن أوبراين نفسه من عناصرها، ولكنه يدعي المعارضة للإيقاع بمجرمي الفكر المحتملين. يتعرض وينستون لتعذيب أليم كي «يشفى من جنونه» (يعنون كراهيته للحزب). يتبجح أوبراين بأن ما يدفع أعضاء الحزب الداخلي هي السلطة التامة والمطلقة، هازئًا من تبرير وينستون أنهم يسعون للسلطة «للمنفعة العامة». ومن ثم، يعترف وينستون بجرائم ارتكبها ولم يرتكبها، ويدين الجميع، بما فيهم جوليا، ولكن أوبراين لا يقتنع بتلك الاعترافات ويرسله إلى الغرفة 101، آخر مراحل إعادة تأهيله والغرفة الأكثر إثارة للذعر في وزارة الحب بأسرها؛ إذ تحتوي على أسوأ مخاوف السجين. يوضع وجه وينستون في قفص حديدي ملئ بالفئران الجائعة، وحينها يخون حبه لجوليا، ويصيح بهم أن يعذبوها بدلا منه.
وفيما بعد يتقابل وينستون وجوليا في إحدى الحدائق بعد أن أعيد دمجهما في المجتمع، حيث تكشف أنها تعرضت أيضًا للتعذيب، ويقران لبعضهما أن كلا منهما قد خان الآخر. أدمن وينستون الخمر ليهرب من ذكرياته التي صار يؤمن أنها محض أوهام، بينما تعلن نشرات الأخبار عن «انتصار ساحق» أمام جيش أوراسيا على الأراضي الأفريقية. ثم تبدأ احتفالات صاخبة، يتخيل وينستون أنه يشارك فيها، ناظرًا بكل إعجاب للوحة للأخ الكبير، ويسدل الستار على أحداث الرواية عندما يشعر أنه قد أنهى «منفاه الاختياري العنيد» عائدًا إلى حب الأخ الكبير.

## الشخصيات

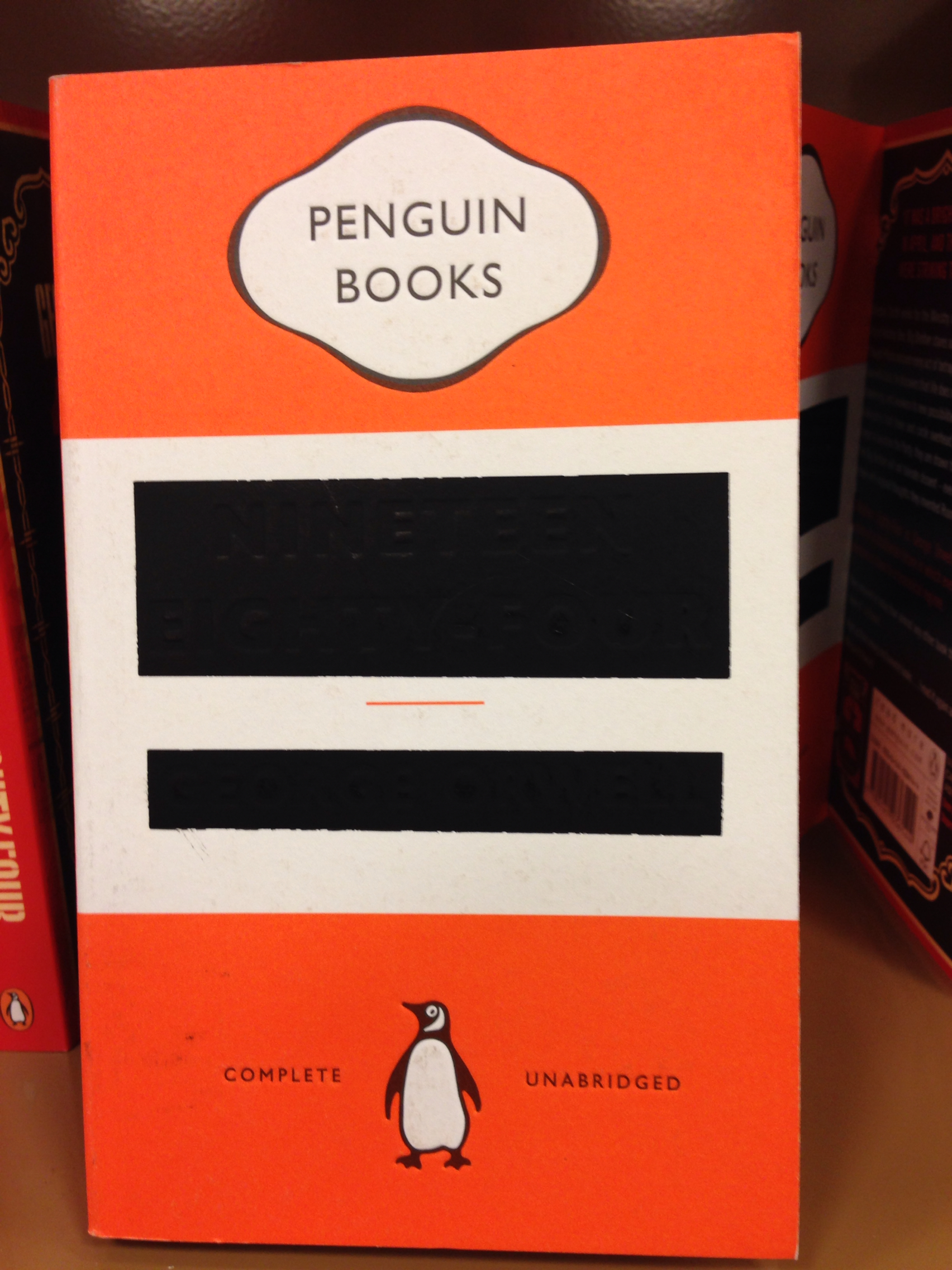
A 21st-century printing by دار بنجوين للنشر with an intentionally censored cover

### الشخصيات الأساسية
- وينستون سميث: بطل الرواية، ويرمز للإنسان العادي.
- جوليا: عشيقة وينستون الثائرة في السر، أما في العلن فهي تبشر بعقيدة الحزب وتشغل منصبًا في رابطة متطرفة للشباب المناهض للجنس.
- الأخ الكبير: حاكم أوشينيا داكن العينين كثيف الشارب، إنه تجسيد الحزب.
- أوبراين: عضو في الحزب الداخلي يتنكر في شخصية عضو من الأخوية (المقاومة الثورية) ليخدع وينستون وجوليا ويوقعهما في الفخ.
- إيمانويل غولدشتاين: قائد الحزب السابق، وهو زعيم الأخوية ومؤلف كتاب الجماعية النخبوية بين النظرية والتطبيق. يرمز غولدشتاين إلى صورة عدو الدولة، أي الخصم الأيديولوجي الذي يجمع شعب أوشينيا والحزب على قلب رجل واحد، ولا سيما خلال فعاليات إثارة الخوف. ولكن وينستون يدرك فيما بعد أن الكتاب من تأليف لجنة الحزب الداخلي التي تضم أوبراين. ولا يستطيع بطل الرواية ولا القارئ في نهاية المطاف معرفة ما إذا كان غولدشتاين وأخويته حقيقيان أم من اختلاق ماكينة الحزب الدعائية.

## العالم في 1984

### الانجراكية (الاشتراكية الإنجليزية)
في عام 1984، تعتبر الانجراكية هي أيديولوجية أوشينيا وفلسفتها الزائفة، واللغة الجديدة هي لغة الوثائق الرسمية.

### وزارات أوشينيا
لندن هي عاصمة مقاطعة أيرستريب 1، وتنتشر في أرجائها وزارات أوشينيا الأربع، وهي عبارة عن أهرامات بارتفاع 300 متر، وعلى واجهتها شعارات الحزب الثلاثة. وأسمائها هي نقيض وظائفها تمامًا، فوزارة السلام تهتم بأمور الحرب، ووزارة الحقيقة بالأكاذيب، ووزارة الحب بالتعذيب، ووزارة الوفرة بالمجاعة.

#### وزارة السلام
تؤجج وزارة السلام الحرب الأبدية التي تخوضها أوشينيا. تهدف الحرب الحديثة أساسًا إلى استهلاك موارد البلاد دون رفع المستوى العام للمعيشة (وعملا بمبادئ اللغة الجديدة، يقر رؤساء الحزب الداخلي بهذا الهدف وينكرونه في الآن نفسه). شكلت قضية إنفاق فائض الاستهلاك معضلة كامنة في المجتمع الصناعي منذ نهاية القرن التاسع عشر. أما في الوقت الحالي (أي في الرواية) فالجميع متساوون في أنهم لا يأكلون إلا ما يسد رمقهم، ولذلك فالأمور على ما يرام ومن الواضح أنها ليست مسألحة ملحّة.

#### وزارة الوفرة
تتحكم وزارة الوفرة في الغذاء وترشد استهلاكه وإنتاجه المحلي، وتصدر كل ثلاثة أشهر تصريحات زائفة تفيد ارتفاع مستوى المعيشةـ بيد أنها تدأب على تقليص الحصص والإنتاج. وتعزز وزارة الحقيقة ادعاءات وزارة الوفرة بتعديل الوثائق بحيث تؤكد أن الحصص قد ارتفعت بالفعل.

#### وزارة الحقيقة
تتحكم وزارة الحقيقة في المعلومات والأخبار والتعليم والفنون. ويعمل وينستون في قسم الوثائق بالوزارة، ويعمل على تصحيح المستندات التاريخية لتتفق مع كل ما يتفوه به الأخ الكبير، وبذلك تصير كل مزاعم الحزب حقًا.

#### وزارة الحب
ترصد وزارة الحب المتمردين الحقيقيين والمتخيلين، وتراقبهم وتقبض عليهم وتجعلهم يعتنقون أفكار الحزب، وعندما يعتقل أحد المتمردين (مثلما حدث لوينستون) فهو يتعرض للضرب والتعذيب إلى أن يكاد يلفظ أنفاسه الأخيرة، ثم يرسل إلى الغرفة 101 ليواجه «أبشع ما في العالم» حتى يحل حب الأخ الكبير في قلبه محل التمرد.

### التفكير المزدوج
المفتاح هنا هو كلمة «أسود أبيض»، ومثلها مثل كثير من كلمات اللغة الجديدة تحتوي معنيين متناقضين، وتعني الادعاء أمام الخصوم أن الأسود أبيض، على عكس الحقيقة البادية للعيان، كما تعني أن يقر أعضاء الحزب بمحض إرادتهم أن الأسود أبيض إذا رأى الحزب ذلك، بل وتعني القدرة على تصديق ذلك والإيمان به ونسيان أنهم قد آمنوا بذلك يومًا. ويقتضي هذا تغيير الماضي باستمرار عبر نظام الفكر الذي يحكم قبضته على الجميع، والذي يعرف في اللغة الجديدة باسم التفكير المزدوج، ويعني هذا المفهوم قدرة المرء على الإيمان بفكرتين متناقضتين في الآن نفسه وأن يدافع عنهما بضراوة.

## الجغرافيا السياسية

الجغرافيا السياسية في الرواية

تتحكم في العالم ثلاث دول شمولية متناحرة:
- أوشينيا: (الأيديولوجيا: الانجراكية أو الاشتراكية الإنجليزية) وتشمل نصف الكرة الغربي والجزر البريطانية وأستراليا وجنوبي أفريقيا.
- أوراسيا (الأيديولوجيا: البلشفية الجديدة) وتشمل أوروبا وروسيا وسيبيريا.
- إيستاسيا (الأيديولوجيا: تدمير الذات أو عبادة الموت) وتشمل الصين واليابان وكوريا والهند الصينية.

تخوض هذه الدول حربًا لأجل السيطرة على «المنطقة المتنازع عليها»، وتستغل كل منها مستعمراتها كشمالي أفريقيا والشرق الأوسط وهونغ كونغ والهند والهند الصينية كموقع عمل للعبيد، وتعتبر منشوريا ومنغوليا وآسيا الوسطى ساحات حرب بين أوراسيا وإيستاسيا، في حين تتقاتل جميعها للاستيلاء على جزر المحيطين الأطلنطي والهادي.
يوضح غولدشتاين في كتابه أن الأيديولوجيات الثلاث المذكورة تتشابه جميعًا وأنه لابد أن يظل العامة على جهلهم كي تظل كراهيتهم مستعرة ضد الأيديولوجيات الأخرى، ولا يتلقى مواطني أوشينيا (وخاصة أعضاء الحزب الخارجي) أي معلومات عن العالم الخارجي سوى بعض الخرائط المصغرة ودعاية الحزب المؤيدة للحرب.

## الثورة
يعرف القارئ عبر ذاكرة وينستون سميث وكتاب إيمانويل غولدشتاين عن بعض الملامح التاريخية التي عجلت قيام الثورة؛ فقد تأسست دولة أوراسيا بعد الحرب العالمية الثانية (1939-1945)، وبالطبع بعد كتابة الرواية 1948-1949. ويبدو أن ذلك حدث بعد انسحاب القوات الأمريكية والبريطانية من أوروبا ليبتلعها الاتحاد السوفييتي دون معارضة تذكر. وقد احتلت الولايات المتحدة بدورها بريطانيا وأمريكا اللاتينية، لتتحول بذلك إلى دولة أوشينيا التي تهيمن على ربع الكوكب، وكان ذلك عقب الحروب النووية التي أشعلت نيران الحرب الأهلية، ولكن ثمة غموض بشأن هوية الأطراف المتناحرة؛ فلعلها كانت محض مواجهة نووية قصيرة بين الاتحاد السوفييتي والولايات المتحدة كرد فعل على توسع كلاهما، وفي خضم المعركة سقطت بعض القنابل على بريطانيا، ومن بينها هجوم نووي على مدينة كولشيستر. ويؤكد الحزب أنه لم تنشب أي ثورة على الإطلاق، وإنما هو انقلاب أتى بنخبة من أهل الفكر إلى سدة الحكم.
أما إيستاسيا، آخر الدول العظمى، فتشمل البلدان الآسيوية التي غزتها الصين واليابان، وعلى الرغم من صغر مساحتها مقارنة بأوراسيا، إلا أن ارتفاع عدد السكان يعوضها عن ذلك.
حدث كل ما سبق بين أربعينيات وستينيات القرن العشرين، دون تحديد واضح لترتيب الأحداث. ولكن يمكن التوصل إلى بعض التواريخ، فوينستون يقابل جوليا ذات يوم في أطلال كنيسة دمرت في هجوم نووي قبل ذلك بثلاثين عامًا، أي أن الحرب الذرية التي أطاحت باستقرار المجتمع وسمحت للحزب أن يحكم قبضته على السلطة، تلك الحرب قد نشبت سنة 1954. كما ذكر في الرواية أن الربع الرابع من 1983 يقع ضمن الخطة الثلاثية التاسعة، أي أن الخطة الأولى بدأت في يوليو 1958، وبذلك يتحدد التاريخ الذي استولى فيه الحزب على السلطة في أوشينيا.

## الموضوعات

### القومية
توسعت الرواية في شرح الموضوعات التي سبق أن لخصها أورويل في مقاله «ملاحظات حول القومية» ونبه فيها إلى نقص المفردات اللازمة لشرح الظواهر الكامنة في بعض القوى السياسية، ولهذا فقد اتخذ من اللغة الجديدة في الرواية وسيلة لشرح الأمر، نظرًا لكونها لغة اختزالية فرضها الحزب على الشعب. وتنقسم القومية إلى:
- القومية الإيجابية القائمة على الحب، كحب شعب أوشينيا الدائم للأخ الكبير، والقومية الكلتية والإسرائيلية البريطانية (معتقد يقوم على نظرية أن شعوب غرب أوروبا وشمالها تنحدر من القبائل العشر المفقودة من بني إسرائيل).
- القومية السلبية القائمة على الكراهية، ككراهية شعب أوشينيا الدائمة لإيمانويل غولدشتاين، والستالينية وكراهية الإنجليز ومعاداة السامية
- القومية المنتقلة: في نصف جملة ما يغير من يخطب بالشعب هوية عدو أوشينيا، فما يلبث الحشد أن ينقل كراهيته إلى العدو الجديد، أي أن القومية المنتقلة تغير مواضيع الحب والكراهية بسلاسة ودون توقف.

أبرز الأمثلة على هذا النوع هي الشيوعية والعنصرية والسلامية والتمييز بين الطبقات.حدث هذا الموقف في الرواية أثناء مظاهرة للحزب ضد العدو الأصلي، أوراسيا، ثم أعلن الخطيب في منتصف حديثه أن أوراسيا طالما كانت حليفًا، ليثور الحشد ويدمر الملصقات التي تندد بفظائع أوراسيا حليفتهم الأبدية، وينادي الكثير بأنها مؤامرة من عدوتهم (وحليفتهم السابق) إيستاسيا، علمًا بأن الحشد نفسه هو من علق تلك الملصقات في المقام الأول، ولكنهم يؤكدون أن إيستاسيا هي غريمتهم منذ الأزل! ويختتم أوبراين نظرته عن القومية بقوله: «إن الملاحقة القضائية غاية لا وسيلة، وكذلك التعذيب، بل والسلطة نفسها».

### التنبؤ بالمستقبل
يصف أوبراين، عضو الحزب الداخلي، رؤية الحزب للمستقبل على النحو التالي:
«سوف يندثر الفضول، سوف تختفي المتعة من الحياة، سنقضي على كل اللذات المتناقضة. ولكن لا تنس يا وينستون، ستظل نشوة السلطة لن تغيب البتة، بل ستزداد وتخفى على العامة. سترى دائمًا حشودًا تحتفل بنصر ما، تنتشي بسحق العدو المغلوب على أمره. إذا أردت تصور المستقبل، تخيل حذاءً يدهس وجهًا بشريًا، للأبد.»
- 1984، الجزء الثالث، الفصل الثالث

### الرقابة
تعد الرقابة من أهم الموضوعات التي تتناولها الرواية، ولا سيما الجزء الخاص بوزارة الحقيقة، حيث تعدل الصور وتعاد كتابة السجلات العامة لمحو «اللاأشخاص»، أي أولئك الذين اعتقلوا وقرر الحزب أن يمحوهم من التاريخ. ويعلن الحزب على شاشات العرض إحصائيات مبالغ فيها (أو مختلقة) عن الإنتاج لتوحي باقتصاد مزدهر، بيد أن الواقع هو النقيض. ومن أمثلة الرقابة نرى المهمة الموكلة إلى وينستون بمحو أي إشارة إلى لاشخص في إحدى المقالات، ثم تأليف مقال عن الرفيق أوجيلفي (عضو في الحزب من نسج الخيال) والإشادة بمناقبه وتضحيته عندما ألقى نفسه من الهليكوبتر إلى قلب البحر حتى لا تقع يد العدو على الحمولة التي كان ينقلها.

### الرصد
لايتمتع سكان أوشينيا، وخاصة أعضاء الحزب الخارجي، بأي خصوصية حقيقية؛ حيث يعيش كثير منهم في شقق مزودة بشاشات عرض تراقبهم على مدار الساعة، وتنتشر تلك الشاشات كذلك في أماكن العمل والأماكن العامة، وإن لم توجد، فثمة ميكروفونات مخبأة في كل مكان. كما تطلع الحكومة على أي مراسلات مكتوبة قبل إرسالها، وتوظف شرطة الفكر عملاء يتخفون في هيئة مواطنين عاديين ويقدمون تقارير حول أي فرد يبدي ميولا هدامة. ويشجع الأطفال على إبلاغ الحكومة عن أي شخص مريب، والتبرؤ من آبائهم إذا لزم الأمر. وتتحكم تلك الرقابة في المواطنين إلى حد يجعل أبسط تلميح إلى الثورة، ولو بتعبير على الوجه، يلقي بالمرء إلى غياهب السجن على الفور، وبذلك، يخضع جميع السكان (ولا سيما أعضاء الحزب) للأخ الكبير.

## ملحق اللغة الجديدة
"مبادئ اللغة الجديدة" مقال أكاديمي ملحق بالرواية، يصف تطور لغة الحزب الاختزالية، وكيف توحد بين فكرة الانجراكية (الاشتراكية الإنجليزية) وفكر العامة وأفعالهم، وذلك بجعل "جميع أنماط الفكر الأخرى عصية على الذهن تمامًا.
ولا يزال النقاد يتجادلون حول النظرية القائلة بأن هذه الملحق يوحي بنهاية متفائلة للرواية، حيث إنها مكتوبة بالإنجليزية التقليدية وتشير إلى مصطلحات مثل اللغة الجديدة والانجراكية والحزب وغيرها على أنها مصطلحات من الماضي (أي أنها قد اختفت تمامًا عند كتابة الرواية، حيث كانت قليلة المفردات في المقام الأول وكان العمل جاريًا على قدم وساق لاختزالها أكثر، فلعلها تلاشت)، ويذهب بعض النقاد إلى أن اللغة الجديدة والدولة الشمولية هي مصطلحات من عصر غابر انقضى وولى.
هذا وتجدر الإشارة إلى أن ذلك الزعم يجافي الحقيقة وينافي كتابات أورويل نفسه، فقد كان يتوقع مستقبلًا مظلمًا للبشرية وما يشيع اليوم من سياسات للتحكم في البشر إن هو إلا مصداق للرواية. ويمكن تفسير تلك الاعتذاريات أو محاولة إبرازها كعمل متفائل في إطار التفكير المزدوج؛ فالحكومات ومؤيدوها يسعون لنفي تهمة الشمولية عن أنفسهم بادعاء أن ما كتبه أورويل محض خيال أو شيءٌ من الماضي أو قصة ذات نهاية مشرقة.

## مصادر الوحي الأدبي

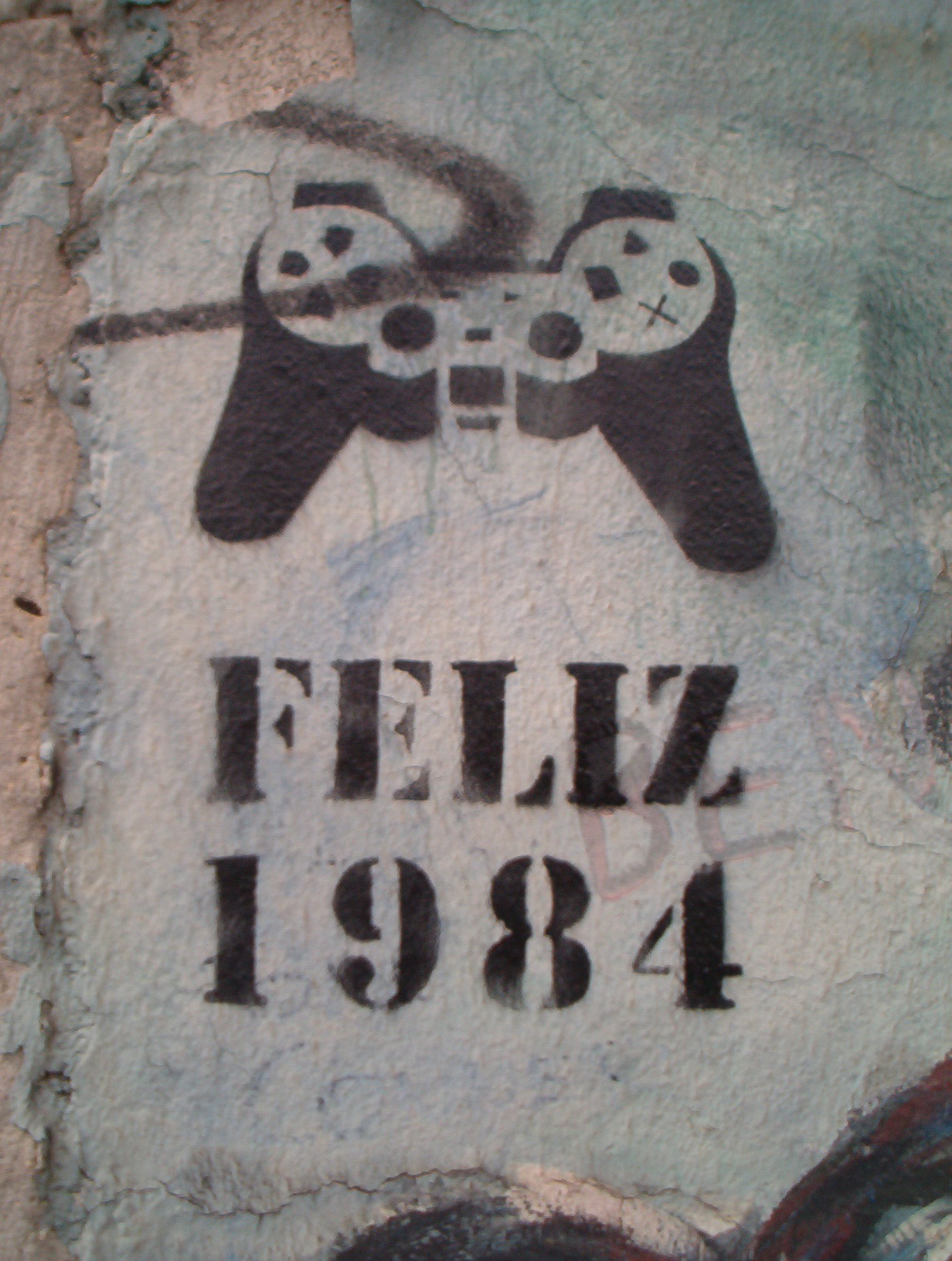
"Happy 1984" (in Spanish or Portuguese) stencil graffito, denoting غسيل دماغ via a بلاي ستيشن controller, on a standing piece of the جدار برلين, 2005.

## مقارنة بين "1984" وعالم جديد شجاع

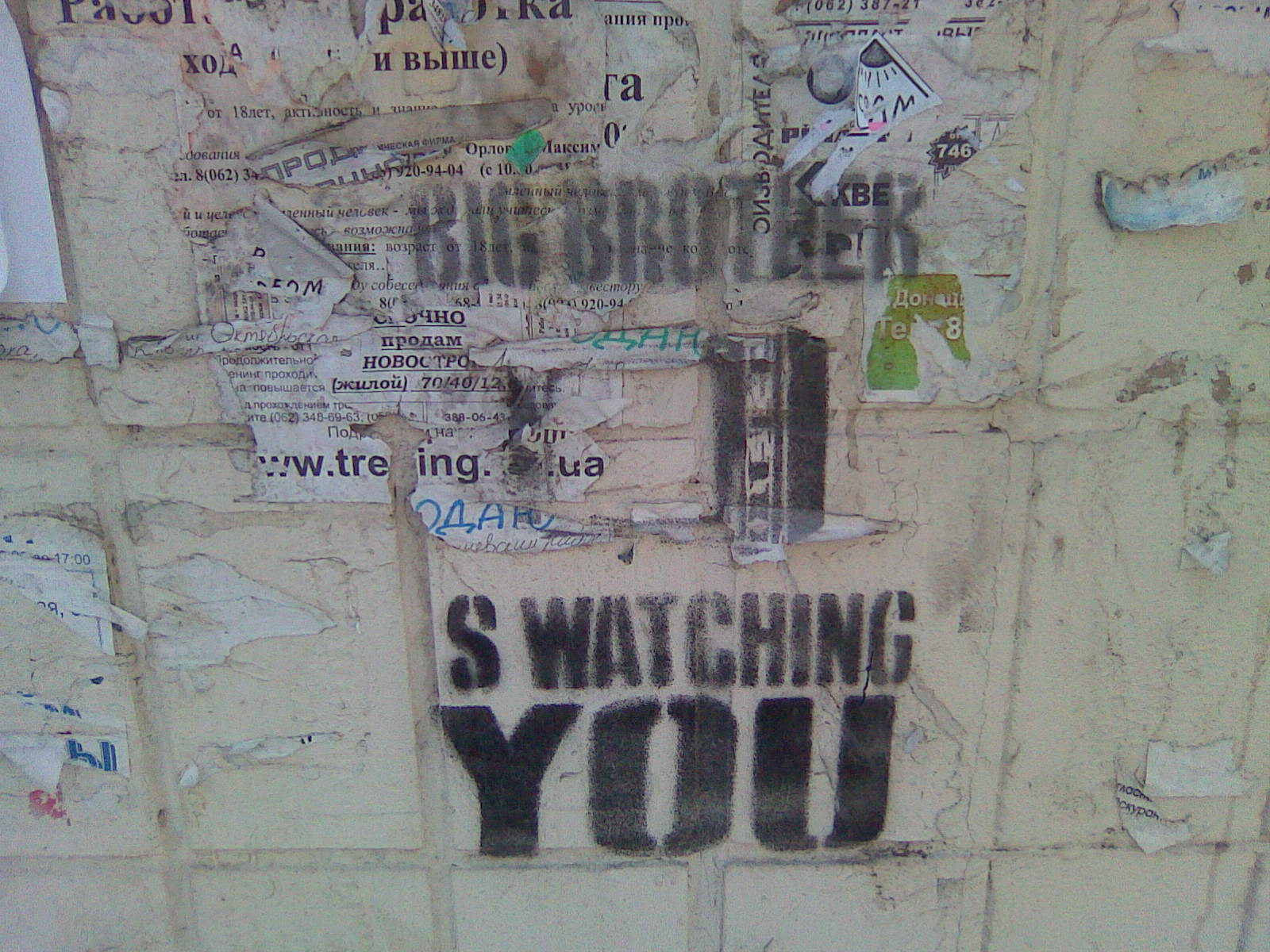
رسم على أحد حوائط مصنع أوكراني، كتب عليه شعار الحزب: الأخ الكبير يراقبك